# مرد کادیلاک
مرد کادیلاک (به انگلیسی: Cadillac Man) فیلمی کمدی است محصول سال ۱۹۹۰ به کارگردانی راجر دونالدسون. در این فیلم بازیگرانی همچون رابین ویلیامز، تیم رابینز، پاملا رید، آنابلا شورا، فرن درشر، لورن تام، لوری پتی، پل گویلفویل، جودیت هوگ، الژبیتا چیژفسکا، ادی جونز و زاک نورمن ایفای نقش کرده‌اند.

## خلاصه داستان
«جو» فروشندهٔ خودرویی است که یک مشکل دارد: او دو روز وقت دارد تا دوازده خودرو را بفروشد در غیر اینصورت کار خود را از دست خواهد داد…